# Steps Toward a Constructive Nominalism
Steps Toward a Constructive Nominalism est un article de philosophie et de logique, coécrit par Willard van Orman Quine et Nelson Goodman, paru en 1947 dans le Journal of Symbolic Logic, et repris en 1972 dans une œuvre de Goodman, Problems and Projects. Il n'a pas encore été traduit en français : son titre signifie « Étapes vers un nominalisme constructif ». Il s'agit d'une reformulation du nominalisme classique et du rasoir d'Ockham, qui vise à supprimer les entités abstraites non nécessaires dans les systèmes conceptuels scientifiques.

## Contexte
Quine et Goodman se sont côtoyés à l'université Harvard, où ils furent étudiants puis enseignants, comme Goodman le rappelle dans l'avant-propos de ses Manières de faire des mondes. Les deux auteurs sont restés constamment en dialogue tout au long de l'élaboration de leurs œuvres respectives, comme le suggèrent par exemple les titres des deux articles « The Roots of Reference (en) » (Quine, 1974) et « Routes of Reference » (Goodman, 1981). Au moment de l'article de 1947, les deux auteurs partagent une forme de nominalisme radical, qu'ils reformuleront chacun à leur manière plus tard.

## Contenu
L'article « Steps Toward a Constructive Nominalism » se présente comme un manifeste réaffirmant les principes du nominalisme et du rasoir d'Ockham, sous une forme d'ailleurs assez similaire à la version médiévale que l'on trouve chez Guillaume d'Ockham (Summa logicae (en)). Il commence ainsi : « nous ne croyons pas aux entités abstraites ». L'objectif est de proposer un certain nombre de règles pour « nominaliser » le langage, c'est-à-dire pour réduire les ontologies aux objets concrets, qui seuls peuvent être des valeurs adéquates d'une variable. En conséquence, les objets indéterminés ou hypostasiés, comme les espèces zoologiques, les classes d'individus ou encore l'infini en mathématiques, doivent être reformulés de façon qu'on élimine leur postulat ontologique trop lourd, à savoir la supposition d'une réalité abstraite qui transcende nos concepts et nos formulations linguistiques.

## Postérité

### Chez Goodman: renforcement du nominalisme
Les deux auteurs de l'article auront une attitude bien différente quant à celui-ci, lors de l'élaboration ultérieure de leur œuvre. Goodman restera fidèle toute sa vie à ce qui était formulé comme une « intuition philosophique qui ne peut pas être justifiée par l'appel à quoi que ce soit de plus ultime ». Il refusera toute entreprise fondationnaliste, préférant des analyses en termes de fonctionnement. Il ne tentera jamais de justifier par des raisons a priori cet engagement formulé en 1947. Cependant, si Goodman reste fidèle à cette intuition, il reformule son nominalisme en accentuant l'aspect « constructiviste » annoncé dans l'article. Dans Manières de faire des mondes, Goodman définit son nominalisme comme dénué de présupposé ontologique, même individualiste. L'important, ce n'est pas de savoir quelles entités sont les véritables individus dont il faut partir pour construire un système conceptuel, mais de considérer les entités postulées, quelles qu'elles soient, comme des individus. En d'autres termes, Goodman abandonne la quête des individuals pour affirmer que même des classes peuvent servir de base à la construction d'un monde, tant que ces classes sont prises en tant qu'individus et ne sont pas hypostasiées.

### Chez Quine: tournant conceptualiste
Quine, quant à lui, nuancera l'article de 1947 dès la parution de son recueil de neuf essais Du Point de vue logique. Dans la première partie, intitulée « De ce qui est », il reformule sa critique de l'ontologie : tout en refusant le réalisme des entités abstraites, il refuse également de réduire les concepts à des mots. Il y a bien des événements et des stimuli que nos schèmes conceptuels vont organiser, en en faisant des entités au sein d'un domaine de variables. D'où la formule : « Être, c'est être la valeur d'une variable ». Quine s'engage alors dans une voie qui n'est pas aussi strictement nominaliste que la formulation de 1947, plutôt conceptualiste et pragmatiste à la fois. Il admet la postulation d'entités abstraites pour la commodité des théories scientifiques.
Mais plus encore que cette reformulation, c'est dans une parenthèse située dans la bibliographie de l'ouvrage, à l'entrée qui concerne l'article de 1947 co-écrit avec Goodman, que Quine prend ses distances explicitement par rapport à ce qu'il avait écrit six ans plus tôt : la première phrase de l'article (« nous ne croyons pas aux entités abstraites ») est qualifiée d'« énoncé hypothétique des conditions nécessaires pour la construction qu'on y trouve », qui, à la limite, ne peut pas être concilié avec les thèses de l'ouvrage de 1953.